# Rugby Parma F.C. 1931 2001-2002

## Rosa
La rosa giocatori non è completa.

## Super 10 2001-02

### Stagione regolare
| Incontro                  | Andata | Ritorno |
| ------------------------- | ------ | ------- |
| Parma — Rovigo            | 54-20  | 17-18   |
| Bologna — Parma           | 21-35  | 12-27   |
| Amat. & Calvisano — Parma | 21-16  | 21-27   |
| Parma — Viadana           | 16-11  | 12-34   |
| Rugby Roma — Parma        | 28-23  | 44-51   |
| Parma — L’Aquila          | 32-25  | 35-15   |
| GRAN Parma — Parma        | 9-15   | 19-35   |
| Petrarca — Parma          | 19-11  | 9-33    |
| Parma — Benetton          | 16-16  | 16-20   |

#### Risultati della stagione regolare
| Posizione | G  | V  | N | P | PF  | PS  | DP   | B | Pt |
| --------- | -- | -- | - | - | --- | --- | ---- | - | -- |
| 5ª        | 18 | 11 | 1 | 6 | 471 | 362 | +109 | 8 | 54 |

## European Challenge Cup 2001-02

### Prima fase
| Incontro            | Andata | Ritorno |
| ------------------- | ------ | ------- |
| Parma — Leeds Tykes | 41-10  | 16-58   |
| Pontypridd — Parma  | 31-10  | 20-0    |
| Parma — Béziers     | 41-29  | 19-34   |

#### Risultati della prima fase
| Posizione | G | V | N | P | PF  | PS  | DP  | MF | Pt |
| --------- | - | - | - | - | --- | --- | --- | -- | -- |
| 4ª        | 6 | 2 | 0 | 4 | 127 | 162 | -35 | 11 | 4  |

## Verdetti
- Parma qualificato alla European Challenge Cup 2002-03.